# 報専坊
報専坊（ほうせんぼう）は、広島県広島市中区寺町にある浄土真宗本願寺派の仏教寺院。江戸中期に慧雲が出て、学僧を育てた。原子爆弾で全壊。境内には被曝したイチョウの樹が残る。

## 歴史
元弘元年（1331年）、安北郡勝木村行森（現 広島市安佐北区）にある菅澤山の麓にて創建された。もとは実相山法泉寺という真言宗の寺だったが、文明年間（1469年から1486年）に円佐という住侶が蓮如に帰依し、浄土真宗に帰入した。その後寺号を「報専坊」と改めた。元禄6年（1693年）、9代宗淳の時に現在の寺地に移った。
江戸時代中期には、芸轍（安芸学派）の祖とされる慧雲が住職となる。自坊に私塾・甘露社を設け、大瀛（三業惑乱時の論客）や僧叡（石泉学派の祖）ら多くの学僧を育てた。慧雲は神祗不拝を徹底するため門徒に神棚を撤廃させ「神棚おろしの報専坊」との異名をとった一方で、法事と食事を兼ねた僧侶と門徒の懇親会である「お寄り講」を集落単位に推進し、安芸門徒の結束をはかった。
本堂は1787年（天明7年）建立の大伽藍であったが、1945年（昭和20年）8月6日の原子爆弾投下で全壊した。現在の本堂は、1993年（平成5年）に再建された。その際、イチョウの木を切るのもやむを得ないとの声も挙あがったが、住職らの願いにより保存されることになった。そのため本堂の階段は、イチョウの樹を包み込むような構造となっている。。

## 参考資料
- 広島市「報専坊」『広島市史．　社寺誌』1924年9月20日。2016年10月23日閲覧。